# Приключенията на Джими Неутрон: Момчето гений
„Приключенията на Джими Неутрон: Момчето гений“ (на английски: The Adventures of Jimmy Neutron, Boy Genius) е американски компютърно анимиран сериал, който е второто превплъщение на поредицата след пълнометражния филм „Джими Неутрон: Момчето гений“ през 2001 г., създаден от Джон А. Дейвис и служи като продължение. Оригинално е излъчен по Nickelodeon за три сезона от 20 юли 2002 г. до 25 ноември 2006 г. Озвучаващият състав се състои от Деби Дерибери (Джими), Джефри Гарсия (Шийн) и Роб Полсън (Карл) за трите главни герои.

## В България
В България сериалът започва излъчване като част от детския блок на Диема Фемили през 2007 г. Дублажът е на „Диема Вижън“. Екипът се състои от:
| Озвучаващи артисти  | Нина Гавазова Йорданка Илова Георги Стоянов Живко Джуранов Тодор Георгиев |
| Преводач            | Йорданка Василева                                                         |
| Тонрежисьор         | Венцислав Станков                                                         |
| Режисьор на дублажа | Димитър Кръстев                                                           |

Повторенията на всички епизоди са излъчвани по Super7.